# Doctrine Johnson

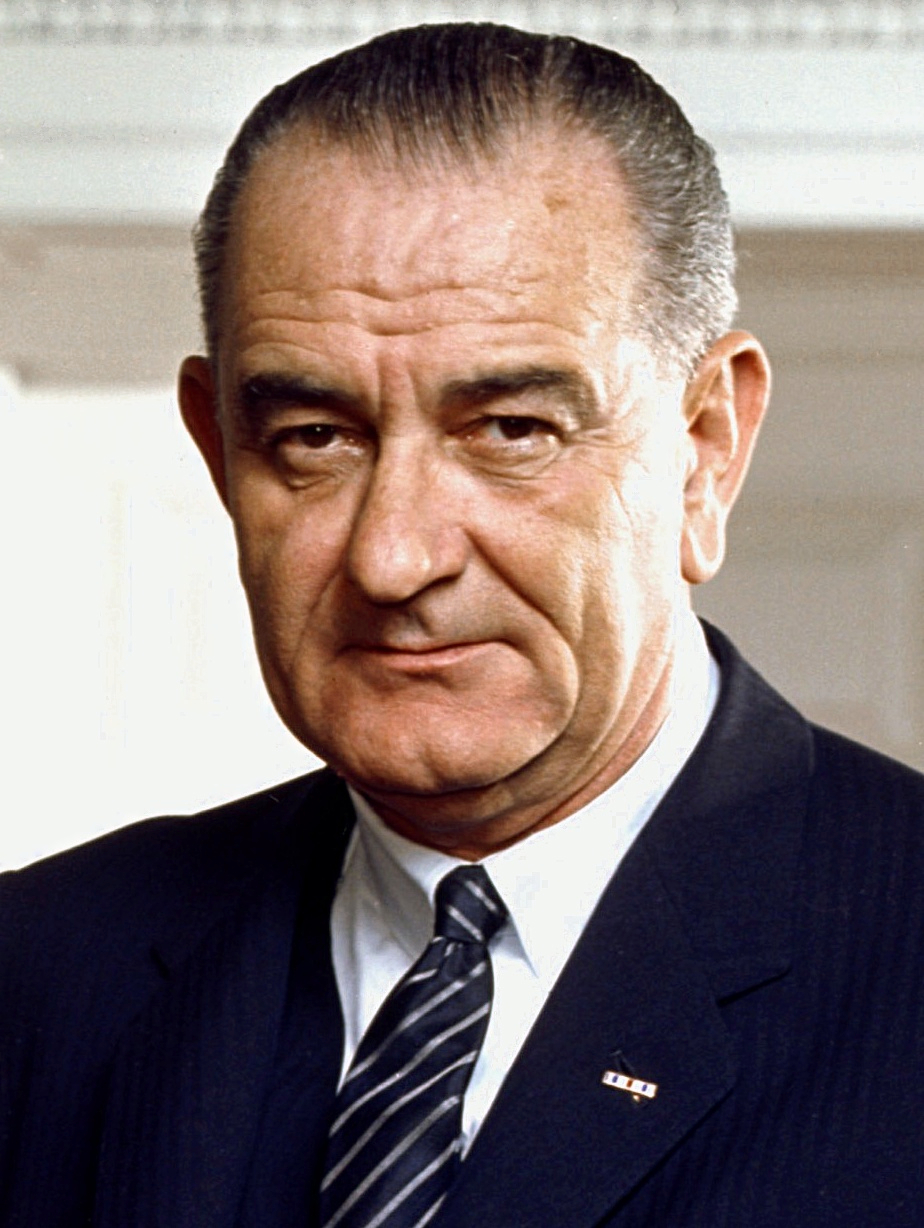
Lyndon Johnson, président des États-Unis.

La doctrine Johnson, énoncée par le président des États-Unis Lyndon B. Johnson peu après l'occupation de la République dominicaine par les États-Unis en 1965, estime que la survenue d'une révolution à l'Ouest (et notamment en Amérique latine) n'est plus une affaire diplomatique locale lorsqu'elle a « pour objet l'établissement d'une dictature communiste »,.